# Liometopum microcephalum
Liometopum microcephalum es una especie de hormiga del género Liometopum, subfamilia Dolichoderinae. Fue descrita científicamente por Panzer en 1798.
Se distribuye por Georgia, Irán, Albania, Austria, islas Baleares, Bulgaria, Croacia, República Checa, Grecia, Hungría, Italia, Macedonia, Moldavia, Montenegro, Rumanía, Rusia, Eslovaquia, Eslovenia y Suiza. Se ha encontrado a elevaciones de hasta 822 metros. Vive en bosques templados y troncos.